# ماراهاري
ماراهاري هي قرية تقع في جزيرة أنجوان في جزر القمر. بلغ عدد سكانها 880 نسمة حسب إحصاء عام 1991.